# جروم بارکوف
جروم اچ. بارکوف (انگلیسی: Jerome H. Barkow؛ زادهٔ ۱ ژانویهٔ ۱۹۴۴) انسان‌شناس، و استاد دانشگاه دالهاوزی اهل کانادا است که سهم مهمی در زمینه روان‌شناسی فرگشتی داشته‌است.
او مدرک لیسانس روان‌شناسی را از کالج بروکلین در سال ۱۹۶۴ و دکترای توسعه انسانی را از دانشگاه شیکاگو در سال ۱۹۷۰ دریافت کرد. او استاد انسان‌شناسی اجتماعی در دانشگاه دالهاوزی و عضو برجسته بین‌المللی در مؤسسه شناخت و فرهنگ، دانشگاه کوئینز بلفاست ایرلند شمالی است. او همچنین در هیئت مدیره METI (هوش فرازمینی پیام‌رسانی) خدمت می‌کند.
بارکوف در مورد موضوعات مختلف از کارگران جنسی در نیجریه تا انواع احساساتی که جستجو برای هوش فرازمینی ممکن است پیدا کند، منتشر کرده‌است. او بیشتر به عنوان نویسنده داروین، جنسیت و وضعیت: رویکردهای زیست شناختی به ذهن و فرهنگ (۱۹۸۹) شناخته می‌شود. در سال ۱۹۹۲، بارکو به همراه لدا کاسمیدز و جان توبی، کتاب اثرگذار ذهن سازگار: روان‌شناسی فرگشتی و تولید فرهنگ را ویرایش کرد. او در سال ۲۰۰۶ کتاب از دست رفته انقلاب: داروینیسم برای دانشمندان علوم اجتماعی را ویرایش کرد.